# USA's ambassade i København
USA's ambassade i Danmark er USA's diplomatiske mission i Danmark. Bygningen ligger på Dag Hammarskjölds Allé, på Indre Østerbro, København, og den blev indviet i maj 1954. Ambassaden varetager også amerikanske interesser i Grønland. Den 10. juni 2020 genåbnede USA sit konsulat i Nuuk, Grønland.

## Historie
Formelle forbindelser mellem de to lande begyndte i 1801, og den første amerikanske legation i Danmark åbnede i 1827. Siden da har den amerikanske diplomatiske mission forblevet åben og fungeret i København undtagen mellem 1941 og 1945 under Anden Verdenskrig. Den diplomatiske repræsentation havde tidligere base på Amaliegade 8.
Legationen blev hævet til ambassadestatus kort efter krigen, i 1947, med ankomsten af ambassadør Josiah Marvel, Jr.

## Bygninger
Den nuværende bygning, beliggende i det centrale København, er tegnet af to amerikanske arkitekter, Ralph Rapson fra MIT og John Van der Muelen fra University of Chicago. Deres design blev indsendt i 1951, og det nye kancelli åbnede formelt den 27. maj 1954. Det modernistiske design splittede nutidige kritikere, hvor nogle betragtede det som "sterilt" og "melankolsk, mens andre roste dets interiør og fastholdt det som både æstetisk tiltalende og funktionelt Den danske regering tildelte den i 1955 den danske medalje for godt design.
Ambassadøren er bosat på Rydhave i Charlottenlund få kilometer nord for byen. Huset ligger på en høj bakke med udsigt over Øresund.

## Ambassades sektioner
- Konsulære afdeling
  - American Citizen Services
  - Visumservice
- USAs kommercielle tjeneste
- Forsvarsattaché
- Miljøkontoret
  - Nordisk/baltisk ESTH (Environment, Science, Technology and Health) Regional Hub
- USA's told- og grænsebeskyttelse
- Offentlige anliggender
- Kontoret for Forsvarssamarbejde
- Department of Homeland Security and Immigration Services
- Regionalt Sikkerhedskontor